# Hakea linearis
Hakea linearis (лат.) — кустарник или дерево, вид рода Хакея (Hakea) семейства Протейные (Proteaceae). Произрастает вдоль южного побережья округов Юго-Западный и Большой Южный Западной Австралии.

## Ботаническое описание
Hakea linearis — кустарник или дерево высотой от 0,6 до 4 м. Ветви голые, как и тонкие вечнозелёные листья, которые имеют линейную или узкую эллиптическую форму и имеют длину от 2 до 8 см при ширине от 2 до 7 мм. Цветёт с января по май или с октября по декабрь и даёт кремово-белые цветы. Соцветие состоит из 16—20 цветков с белым голым околоцветником длиной от 3 до 5 мм. Плоды — чёрные морщинистые, имеют косо-яйцевидную форму с изогнутой вершиной. Каждый фрукт имеет длину от 1,5 до 2,5 см и ширину от 0,7 до 1 мм клювом длиной от 2 до 4 мм. Семена внутри имеют косо-яйцевидную форму и крыло с одной стороны.

## Таксономия
Вид Hakea linearis был впервые официально описан шотландским ботаником Робертом Броуном в 1810 году как часть работы On the natural order of plants called Proteaceae, опубликованной в Transactions of the Linnean Society of London. Видовой эпитет — от латинского слова linearis, означающего «линейный», который относится к форме листьев. Вид очень похож на Hakea varia и родственные виды.

## Распространение и местообитание
H. linearis эндемичен для районов вдоль побережья округов Юго-Западный и Большой Южный Западной Австралии между Басселтоном на западе, Вагином на севере и Албани на юге. Часто встречается среди гранитных обнажений и сезонно-влажных районах, таких как болота. Растёт на песчаных или песчано-глинистых почвах, и обычно является частью песчаной пустоши или эвкалиптовых лесов.